# فرانشيسكا فريتز
فرانشيسكا فريتز (بالألمانية: Franziska Fritz)‏ هي متزلجة جماعية ألمانية، ولدت في 3 يناير 1991 في هيلدبورغهاوزن في ألمانيا.

## وصلات خارجية
- فرانشيسكا فريتز على موقع IBSF (الإنجليزية)
- فرانشيسكا فريتز على موقع اللجنة الأولمبية الدولية (الإنجليزية)
- فرانشيسكا فريتز على موقع أوليمبيديا (الإنجليزية)
- فرانشيسكا فريتز على موقع اللجنة الأولمبية الألمانية (الألمانية)